# Benedict Wong
Benedict Wong (Eccles, Anglia, 1971. július 3. –) angol színész. Ő játszotta Kubiláj mongol nagykán szerepét a Marco Polo című sorozatban, illetve ő volt Wong a Doctor Strange, a Bosszúállók: Végtelen háború és a Bosszúállók: Végjáték című filmekben.

## Élete
Wong az angliai Ecclesben született. Szülei Hongkongból emigráltak Angliába. Salfordban nőtt fel, a Manchester United FC szurkolója. A középiskola után szakképző technikumban tanult Salfordban. Kétéves előadóművészeti tanfolyamon vett részt a Salford City College-ban.
Az első szerepe egy 1993-ban készült, Kai Mei Sauce című BBC rádiójáték volt, amelyet Kevin Wong írt. Első filmes szerepét 2000-ben kapta a Kiss Kiss (Bang Bang) című filmben.

## Filmográfia

### Film
| Év   | Magyar cím                               | Eredeti cím                                 | Szerep             | Magyar hang           |
| ---- | ---------------------------------------- | ------------------------------------------- | ------------------ | --------------------- |
| 2000 |                                          | Kiss Kiss (Bang Bang)                       | Pat                |                       |
| 2001 | Kémjátszma                               | Spy Game                                    | Tran               |                       |
| 2002 | Gyönyörű mocsokságok                     | Dirty Pretty Things                         | Guo Yi             | Bardóczy Attila       |
| 2003 |                                          | Code 46                                     | Medic              |                       |
| 2005 |                                          | On a Clear Day                              | Chan               |                       |
| 2005 | Bikatöke                                 | A Cock and Bull Story                       | Ed                 |                       |
| 2007 | Napfény                                  | Sunshine                                    | Trey               | Szente Vajk           |
| 2007 |                                          | Grow Your Own                               | Kung Sang          |                       |
| 2008 | Largo Winch – Az örökös                  | Largo Winch                                 | William Kwan       |                       |
| 2009 | Hold                                     | Moon                                        | Thompson           | Király Adrián         |
| 2010 | Sanghaj                                  | Shanghai                                    | Kita Dzsuszo       | Albert Gábor          |
| 2011 |                                          | The Lady                                    | Karma Phuntsho     |                       |
| 2011 | Johnny English újratöltve                | Johnny English Reborn                       | Chi Han Ly         |                       |
| 2012 | Prometheus                               | Prometheus                                  | Ravel              | Sarádi Zsolt          |
| 2013 | Kolibri-kód                              | Hummingbird                                 | Mr. Choy           |                       |
| 2013 | HA/VER 2.                                | Kick-Ass 2                                  | Mr. Kim            | Vári Attila           |
| 2015 | Mentőexpedíció                           | The Martian                                 | Bruce Ng           | Háda János            |
| 2016 | Doctor Strange                           | Doctor Strange                              | Wong               | Hajdu Steve           |
| 2018 | Expedíció                                | Annihilation                                | Lomax              |                       |
| 2018 | Bosszúállók: Végtelen háború             | Avengers: Infinity War                      | Wong               | Hajdu Steve           |
| 2019 | Bosszúállók: Végjáték                    | Avengers: Endgame                           | Wong               | Hajdu Steve           |
| 2019 | Susi és Tekergő                          | Lady and the Tramp                          | Bull (hangja)      | Schneider Zoltán      |
| 2019 | Gemini Man                               | Gemini Man                                  | Baron              | Bede-Fazekas Szabolcs |
| 2019 | David Copperfield rendkívüli élete       | The Personal History of David Copperfield   | Mr Wickfield       | Háda János            |
| 2020 | Kilenc nap                               | Nine Days                                   | Kyo                |                       |
| 2021 | Flamik                                   | Extinct                                     | Dr. Chung (hangja) |                       |
| 2021 | Raya és az utolsó sárkány                | Raya and the Last Dragon                    | Tong (hangja)      | Faragó András         |
| 2021 | Shang-Chi és a tíz gyűrű legendája       | Shang-Chi and the Legend of the Ten Rings   | Wong               | Hajdu Steve           |
| 2021 | Pókember: Nincs hazaút                   | Spider-Man: No Way Home                     | Wong               | Hajdu Steve           |
| 2022 | Doctor Strange az őrület multiverzumában | Doctor Strange in the Multiverse of Madness | Wong               | Hajdu Steve           |
| 2023 | A bűvész elefántja                       | The Magician's Elephant                     | A bűvész (hang)    | Háda János            |
| 2024 |                                          | Bad Genius                                  | Meng               |                       |
| 2025 | Fegyverek                                | Weapons                                     | Marcus Miller      | Hajdu Steve           |

### Televízió
| Év             | Magyar cím                            | Eredeti cím                         | Szerep                         | Megjegyzések                              |
| -------------- | ------------------------------------- | ----------------------------------- | ------------------------------ | ----------------------------------------- |
| 1992           |                                       | Screenplay                          | Le Van Dong                    | 1 epizód                                  |
| 1993           | A bor nem válik vízzé                 | Last of the Summer Wine             | kínai ember                    | 1 epizód                                  |
| 1994           |                                       | The Chief                           | Peng                           | 1 epizód                                  |
| 1994           |                                       | Frank Stubbs Promotes               | Lee                            | 1 epizód                                  |
| 1995           |                                       | Cardiac Arrest                      | Röntgenológus                  | 1 epizód                                  |
| 1995           |                                       | Hearts and Minds                    | kínai tolmács                  | 1 epizód                                  |
| 1996           |                                       | Pie in the Sky                      | Michael Cheung                 | 1 epizód                                  |
| 1996           |                                       | Cracker                             | Peter Yang                     | 1 epizód                                  |
| 1997           |                                       | Supply & Demand                     | Frankie Li                     | tévé film                                 |
| 1997           | Kitörés                               | Breakout                            | Jerry                          | tévé film                                 |
| 1997 2000 2002 |                                       | The Bill                            | Li Mann Michael Wei David Chiu | 1 epizód 3 epizód 5 epizód                |
| 2000           | Az Ezeregyéjszaka meséi               | Arabian Nights                      | Hassan                         | minisorozat                               |
| 2001           | Fekete angyal                         | Wit                                 | hallgató                       | tévéfilm                                  |
| 2002           |                                       | TLC                                 | Terry Cheung                   | 6 epizód                                  |
| 2002 2005      |                                       | Look Around You                     | Sakkjátékos Dr Franklin Fu     | 1 epizód                                  |
| 2002–2004      |                                       | 15 Storeys High                     | Errol Spears                   | 15 epizód                                 |
| 2003           | Államérdek                            | State of Play                       | Pete Cheng                     | 6 epizód                                  |
| 2006           | Az utolsó órában                      | Eleventh Hour                       | Danny                          | 1 epizód                                  |
| 2007           |                                       | Frankenstein                        | Dr. Ed Gore                    | tévé film                                 |
| 2008           |                                       | The Peter Serafinowicz Show         | különböző karakterek           | 4 epizód                                  |
| 2009           |                                       | Spirit Warriors                     | Li                             | 7 epizód                                  |
| 2010           | Kockafejek                            | The IT Crowd                        | Harold "Prime" Tong            | 1 epizód magyar hangja Posta Victor       |
| 2010           | Kémvadászok                           | Spooks                              | Kai                            | 1 epizód                                  |
| 2010–2011      |                                       | Law & Order: UK                     | Eli Smart                      | 2 epizód                                  |
| 2011           | Kettős ügynök                         | Covert Affairs                      | Shen Yue                       | 1 epizód                                  |
| 2011–2013      | Nagykutya                             | Top Boy                             | Vincent                        | 6 epizód                                  |
| 2013           | Rosszkor, rossz helyen                | The Wrong Mans                      | Mr. Lau                        | 4 epizód magyar hangja Király Attila      |
| 2013           |                                       | Words of Everest                    | Tendzing Norgaj                | doku tévé film                            |
| 2013           |                                       | Run                                 | Gao                            | 1 epizód                                  |
| 2014           |                                       | Prey                                | Ashley Chan                    | 3 epizód                                  |
| 2014–2016      | Marco Polo                            | Marco Polo                          | Kubiláj kán                    | 20 epizód                                 |
| 2016           | Fekete tükör                          | Black Mirror                        | Shaun Li                       | 1 epizód                                  |
| 2017           |                                       | Philip K. Dick's Electric Dreams    | Ed Andrews                     | 1 epizód                                  |
| 2019           | Orgyilkos osztály                     | Deadly Class                        | Lin mester                     | főszereplő magyar hangja Schneider Zoltán |
| 2019           | A Sötét Kristály – Az ellenállás kora | The Dark Crystal: Age of Resistance | Tábornok (hang)                | főszereplő magyar hangja Maday Gábor      |
| 2020           | Hétköznapi vámpírok – A sorozat       | What We Do in the Shadows           | Wallace                        | 1 epizód                                  |
| 2021           | Mi lenne, ha…?                        | What If…?                           | Wong (hang)                    | 1 epizód magyar hangja Hajdu Steve        |
| 2022           | Amazon: Ügyvéd                        | She-Hulk: Attorney at Law           | Wong                           | minisorozat magyar hangja Hajdu Steve     |